# マエナラワナイ
『マエナラワナイ』は、新しい学校のリーダーズのオリジナル・アルバム。2018年3月21日にリリース。

## 概要
全楽曲H ZETT Mプロデュースによる新しい学校のリーダーズの1stアルバム。シングル曲「毒花」、「キミワイナ'17」を収録。先行配信として「恋の遮断機 feat.H ZETTRIO」が1月24日より、「最終人類」が2月28日より配信された。

## 収録曲
| 全作曲・編曲: H ZETT M（#8、作曲: LASTorder）。 |                                     |                        |                                  |      |
| #                                               | タイトル                            | 作詞                   | 作曲・編曲                       | 時間 |
| 1.                                              | 「席替ガットゥーゾ」                | 新しい学校のリーダー達 | H ZETT M （#8、作曲: LASTorder） | 3:09 |
| 2.                                              | 「キミワイナ'17」                   | 新しい学校のリーダー達 | H ZETT M （#8、作曲: LASTorder） | 4:08 |
| 3.                                              | 「恋の遮断機 feat.H ZETTRIO」       | 新しい学校のリーダー達 | H ZETT M （#8、作曲: LASTorder） | 4:15 |
| 4.                                              | 「ワカラナイ」                      | jam                    | H ZETT M （#8、作曲: LASTorder） | 3:57 |
| 5.                                              | 「zzz」                             | MIZYU                  | H ZETT M （#8、作曲: LASTorder） | 4:13 |
| 6.                                              | 「毒花」                            | jam                    | H ZETT M （#8、作曲: LASTorder） | 4:06 |
| 7.                                              | 「SNS24時」                         | 辛酸なめ子             | H ZETT M （#8、作曲: LASTorder） | 4:06 |
| 8.                                              | 「透明ガール (H ZETT M edit ver.)」 | MIDICRONICA (716/894)  | H ZETT M （#8、作曲: LASTorder） | 4:19 |
| 9.                                              | 「最終人類」                        | モーモールルギャバン   | H ZETT M （#8、作曲: LASTorder） | 4:19 |
| 10.                                             | 「ピロティ」                        | 鈴木晋太郎             | H ZETT M （#8、作曲: LASTorder） | 4:59 |
| 合計時間:                                       | 合計時間:                           | 合計時間:              | 41:31                            |      |

## 楽曲解説
1. 「席替ガットゥーゾ」
2021年の楽曲「NAINAINAI」のミュージック・ビデオはこの曲の詞を元にしている。
2. 「キミワイナ'17」
3. 「恋の遮断機 feat.H ZETTRIO」
H ZETTRIOとのコラボ曲。
4. 「ワカラナイ」
MIZYUのソロ楽曲。
5. 「zzz」
KANONとRINのツインボーカル。
6. 「毒花」
7. 「SNS24時」
8. 「透明ガール (H ZETT M edit ver.)」
結成当初からライブで歌ってきた楽曲をH ZETT Mが編曲したもの[1]。ライブではメンバーそれぞれに歌唱パートが設けられているが、今作はMIZYUのソロとなっている。
9. 「最終人類」
10. 「ピロティ」

## メディアでの使用
| # | 曲名        | タイアップ                                               | 出典  |
| - | ----------- | -------------------------------------------------------- | ----- |
| 5 | 「zzz」     | TBS系『トコトン掘り下げ隊!生き物にサンキュー!!』EDテーマ | [ 2 ] |
| 7 | 「SNS24時」 | アニメ『SNSポリス』主題歌                                |       |